# Kim Chol-su
Kim Chol-su (ur. 12 września 1982) – północnokoreański judoka, srebrny medalista mistrzostw świata w 2009 w Rotterdamie. Podczas Igrzysk Azjatyckich 2006, przegrał walkę o brąz z Rasulem Bokijewem i zakończył swój udział na 5. pozycji (kat. 73 kg). Również w 2009 podczas Igrzysk Azji Wschodniej w Hongkongu zdobył brąz w kategorii do 73 kilogramów. Uczestnik letnich igrzysk olimpijskich w Pekinie (2008), gdzie doszedł do ćwierćfinału w wadze do 73 kg.  